# Opius larissa
Opius larissa är en stekelart som beskrevs av Fischer 1968. Opius larissa ingår i släktet Opius och familjen bracksteklar. Inga underarter finns listade i Catalogue of Life.